# 蒂凱特爾章克申 (加利福尼亞州)
蒂凱特爾章克申（英語：Teakettle Junction）是位於美國加利福尼亞州因約縣的一個非建制地區。該地的面積和人口皆未知。

## 地理
蒂凱特爾章克申的座標為36°45′37″N 117°32′33″W / 36.76028°N 117.54250°W，而該地的平均海拔高度為1265米（即4150英尺）。